# Індекс сприйняття корупції
| Менш корумповані 90–100 80–89 70–79 60–69 50–59 | Більш корумповані 40–49 30–39 20–29 10–19 0–9 Немає даних |

І́ндекс сприйняття́ кору́пції (ІСК, англ. Corruption Perceptions Index, CPI) — це індекс, який оцінює та ранжує країни за їхнім рівнем корупції в державному секторі, як він сприймається експертами та керівниками бізнесу. ІСК зазвичай визначає корупцію як «зловживання довіреною владою заради особистої вигоди».:2 Цей індекс публікує неурядова організація Трансперенсі Інтернешнл щорічно з 1995 року.
З 2012 року Індекс сприйняття корупції оцінюють за шкалою від 100 (дуже чиста) до 0 (дуже корумпована). До того індекс оцінювали за шкалою від 10 до 0; спершу з округленням до двох знаків після коми (1995—1997), а з 1998 року — до одного знаку.
ІСК за 2024 рік, опублікований у лютому 2025 року, наразі ранжує 180 країн «за шкалою від 100 (дуже чиста) до 0 (дуже корумпована)» на основі даних за період з 1 травня 2023 по 30 квітня 2024 року.
Данія, Фінляндія, Сінгапур, Нова Зеландія, Люксембург, Норвегія, Швейцарія та Швеція (майже всі з понад 80 балами за останні тринадцять років) сприймаються як найменш корумповані країни світу — вони стабільно посідають високі позиції за показниками міжнародної фінансової прозорості, тоді як найкорумпованішими сприймаються Південний Судан (8 балів), Сомалі (9) та Венесуела (10). Україна посідає 105-те місце з оцінкою 35 балів, втративши 1 місце й 1 бал порівняно з попереднім роком.
Хоча ІСК наразі найширше використовуваний покажчик корупції у світі, варто підкреслити, що він має деякі обмеження. По-перше, ІСК не розрізняє окремі види корупції (деякі до нього навіть не включено), а людське сприйняття не обов'язково відповідає фактичному рівню корупції. Щоб отримувати повнішу картину, ІСК слід використовувати разом з іншими оцінками. Крім того, ІСК краще підходить для аналізу довгострокових тенденцій, оскільки сприйняття схильне змінюватися повільно.

## Методи
Цей розділ описує методологію розрахунку індексу, яку використовують з 2012 року, коли її було змінено, щоб уможливити порівняння за часом. Індекс розраховують у чотири етапи: вибір первинних даних, масштабування первинних даних, агрегування масштабованих даних, і звітування про міру невизначеності.:7

### Вибір первинних даних
Метою вибору даних є фіксація оцінок експертів і керівників бізнесу щодо різних практик корупції в державному секторі. До них належать хабарництво, зловживання державними коштами, зловживання державною посадою для особистої вигоди, кумівство на державній службі, та захоплення держави. З 2012 року ІСК враховував 13 різних опитувань та оцінок від 12 різних установ.:1 До цих установ належать:
- Африканський банк розвитку (зі штаб-квартирою в Кот-д'Івуарі)
- Фонд Бертельсмана (зі штаб-квартирою в Німеччині)
- Economist Intelligence Unit (зі штаб-квартирою у Великій Британії)
- Freedom House (зі штаб-квартирою у США)
- Global Insight(інші мови) (зі штаб-квартирою у США)
- Міжнародний інститут управлінського розвитку(інші мови) (зі штаб-квартирою у Швейцарії)
- Political and Economic Risk Consultancy (зі штаб-квартирою в Гонконзі)
- The PRS Group, Inc. (зі штаб-квартирою у США)
- Світовий банк
- Всесвітній економічний форум
- Світовий проєкт з правосуддя (зі штаб-квартирою у США)

Країни, щоби потрапити до ІСК, мають бути оцінені щонайменше трьома джерелами.:7 ІСК вимірює сприйняття корупції, оскільки виміряти її абсолютний рівень складно.
Трансперенсі Інтернешнл уповноважила на створення ІСК Йоганна Графа Ламбсдорффа з Університету Пассау. Ранні ІСК використовували опитування громадської думки.:7

### Масштабування первинних даних
Для того, щоб усі дані могло бути агреговано в індекс ІСК, спочатку необхідно виконати стандартизацію, під час якої всі точки даних перетворюють на шкалу з 0 по 100. Тут 0 подає найбільшу корупцію, а 100 — найменшу. Індекси, які первинно вимірюють корупцію навпаки (вищі значення для більшої корупції), множать на −1, щоб узгодити зі шкалою 0—100.
На наступному етапі обчислюють середнє значення та стандартне відхилення для кожного джерела даних на основі даних за базовий рік (для заміни відсутніх значень використовують команду «impute», укр. приписати, пакета статистичного програмного забезпечення STATA). Відтак обчислюють стандартизовану z-оцінку із середнім значенням 0 та стандартним відхиленням 1 для кожного джерела з кожної країни. Нарешті, ці оцінки перетворюють назад на шкалу з 0 по 100 із середнім значенням приблизно 45 та стандартним відхиленням 20. Оцінки нижче 0 встановлюють у 0, а оцінки, що перевищують 100, обмежують 100-ма. Це забезпечує постійну порівнянність протягом років з 2012 року.

### Агрегування масштабованих даних
Результат індексу ІСК для кожної країни обчислюють як просте середнє всіх масштабованих оцінок, доступних для даної країни, причому для розрахунку індексу мусить бути доступно щонайменше три джерела даних. Приписані дані використовують лише для стандартизації, й не використовують як оцінки для обчислення індексу.

### Звітування про міру невизначеності
Оцінку ІСК супроводжують стандартною похибкою та довірчим інтервалом. Це відображає мінливість, присутню в джерелах даних, використаних для певної країни чи території.

### Достовірність
Дослідження, опубліковане 2002 року, виявило «дуже сильну значущу кореляцію» між Індексом сприйняття корупції та двома іншими опосередкованими покажчиками корупції: діяльністю на чорному ринку та надмірною зарегульованістю.
Усі три метрики також мали дуже значущу кореляцію з реальним валовим внутрішнім продуктом на душу населення (РВВП/душу); кореляція Індексу сприйняття корупції з РВВП/душу була найсильнішою, пояснюючи понад три чверті мінливості. (Зауважте, що нижча оцінка на цій шкалі відображає більшу корупцію, тому країни з вищими РВВП зазвичай мали меншу корупцію.)
Алекс Кобхем з Центру глобального розвитку 2013 року повідомив, що «багато співробітників та секцій» у Трансперенсі Інтернешнл, видавці Індексу сприйняття корупції, «внутрішньо протестують» через занепокоєння щодо цього індексу. Первинний творець індексу, Йоганн Граф Ламбсдорфф, припинив роботу над цим індексом 2009 року, заявивши: «1995 року я винайшов Індекс сприйняття корупції й керував ним відтоді, ставлячи ТІ в центр міжнародної уваги. У серпні 2009 року я повідомив Кобуса де Свардта, керуючого директора ТІ, що я більше не буду доступний для роботи над Індексом сприйняття корупції».

## Пов'язані явища та індекси

### ІСК та економічне зростання
Наукові статті, опубліковані у 2007 та 2008 роках, досліджували економічні наслідки сприйняття корупції за визначенням ІСК. Дослідники виявили кореляцію між вищим ІСК та вищим довготерміновим економічним зростанням, а також збільшення зростання ВВП на 1,7 % на кожне підвищення оцінки ІСК країни на один бал. Також було показано степеневу залежність, що пов'язує вищі оцінки ІСК з вищими рівнями іноземних інвестицій у країні.
Наукова стаття «Дослідження зв'язку між індексом сприйняття корупції та ВВП на прикладі Балкан» 2020 року підтверджує позитивний коінтеграційний зв'язок у країнах Балкан між ІСК та ВВП і розраховує вплив ІСК на ВВП як 0,34. Більше того, було визначено напрямок причинності між ІСК та ВВП від ІСК до ВВП, і, відповідно до цього, гіпотезу про те, що ІСК є причиною ВВП, було прийнято.
Робочий документ «Корупція та економічне зростання: нові емпіричні свідчення» 2019 року підкреслює, що багато попередніх досліджень використовували ІСК для свого аналізу до 2012 року (коли індекс був складним для порівняння з часом), тому можуть бути упередженими. Водночас, він подає нові емпіричні свідчення, що ґрунтуються на даних для 175 країн за період 2012—2018 років. Ці результати показують, що корупція негативно пов'язана з економічним зростанням (реальний ВВП на душу населення зменшувався приблизно на 17 % у довготерміновій перспективі, коли обернений ІСК зростав на одне стандартне відхилення).

### ІСК та правосуддя
Як повідомляє Трансперенсі Інтернешнл, існує кореляція між відсутністю дискримінації та кращою оцінкою ІСК. Це свідчить про те, що в країнах з високим рівнем корупції рівність перед законом не гарантується, і є більше можливостей для дискримінації проти окремих груп.
Схоже, що система правосуддя країни є важливим захисником країни від корупції, і навпаки, високий рівень корупції може підривати ефективність системи правосуддя. Крім того, як зазначає Управління ООН з наркотиків і злочинності (УНЗ ООН), системи правосуддя у всьому світі перевантажені великою кількістю справ, хронічно недофінансовані й потребують більше фінансових та людських ресурсів для належного виконання своїх завдань. Це, в поєднанні зі зростаючим зовнішнім втручанням, тиском і спробами підірвати незалежність судової влади, призводить до нездатності систем правосуддя контролювати корупцію. Останнє видання Індексу правовладдя Світового проєкту з правосуддя, яке показує, що за останній рік системи правосуддя в більшості країн виявили ознаки погіршення, включно зі зростанням затримок та нижчими рівнями досяжності та доступності, також слугує свідченням невідкладності ситуації. І навпаки, оскільки корупція передбачає непропорційне надання переваг деяким групам або особам над іншими, вона перешкоджає доступу людей до правосуддя. Наприклад, людина може покладатися на особисті контакти для зміни законного процесу.
Як показано в Індексі сприйняття корупції 2023 року, існує також позитивний зв'язок між корупцією та безкарністю. Країни з вищими рівнями корупції менш ймовірно притягують до відповідальності державних службовців за недотримання існуючих правил та виконання своїх обов'язків. Позитивний зв'язок також було показано між корупцією та доступом до правосуддя.

### Інші явища й індекси
Дисертація «Зв'язок між корупцією та нерівністю доходів: міжнаціональне дослідження», опублікована 2013 року, досліджує зв'язок між корупцією та нерівністю доходів у глобальному масштабі. Основним висновком дослідження є міцний позитивний зв'язок між нерівністю доходів (виміряною коефіцієнтом Джині) та корупцією (виміряною ІСК).
Дослідження 2001 року показує, що чим більше країна уражена корупцією, тим гірші її екологічні показники. Вимірювання національної екологічної ефективності за 67 змінними виявило найтісніший зв'язок з Індексом сприйняття корупції ТІ 2000 року, який показав кореляцію 0,75 з рейтингом екологічної ефективності.
Дослідження 2022 року під назвою «Статистичні аналізи кореляції Індексу сприйняття корупції та деяких інших індексів у Нігерії» досліджувало зв'язок між Індексом сприйняття корупції у Нігерії та іншими відповідними індексами. До цих індексів належали Індекс людського розвитку (ІЛР), Світовий показник спокою (СПС) та Глобальний індекс голоду (ГІГ). Результати аналізу стандартизованого набору даних показали, що існує позитивний лінійний зв'язок між усіма цими змінними, за винятком ІСК і СПС, де утримування ІЛР та ГІГ сталими вказує на негативний лінійний зв'язок.
Дослідження, що вивчало зв'язок між публічним управлінням та Індексом сприйняття корупції, виявило, що такі аспекти державного управління, як право голосу й підзвітність, політична стабільність та правовладдя, значно впливають на сприйняття корупції в країні. Це свідчить про те, що сильні практики управління можуть бути ефективними у зниженні корупції.

## Ставлення
За словами політолога Дена Гафа, цей індекс має три недоліки:
- Корупція це занадто складне поняття, щоб його можливо було відобразити одним показником. Наприклад, характер корупції в сільській місцевості Канзасу буде відрізнятися від корупції в міській адміністрації Нью-Йорка, але Індекс вимірює їх однаково.
- Вимірюючи сприйняття корупції, а не саму корупцію, цей індекс може просто підсилювати існуючі стереотипи та кліше.
- Цей індекс вимірює лише корупцію в державному секторі, ігноруючи приватний. Це, наприклад, означає, що широко відомі скандал навколо Лібор, справа Одебрехт(інші мови) та скандал з викидами Volkswagen не вважаються корупційними діями.

ЗМІ часто використовують сирі цифри як мірило ефективності уряду, не уточнюючи, що ці цифри означають. Місцевий розділ Трансперенсі Інтернешнл у Бангладеші відмовився від результатів індексу після того, як зміна методології спричинила збільшення оцінки країни; ЗМІ повідомили про це як про «покращення».
У статті 2013 року в Foreign Policy Алекс Кобхем запропонував скасувати ІСК заради блага Трансперенсі Інтернешнл. Він стверджує, що ІСК вкорінює потужну й оманливу елітарну упередженість у популярних уявленнях про корупцію, що потенційно сприяє порочному колу і водночас заохочує неприйнятні політичні реакції. Кобхем пише: «цей індекс спотворює сприйняття до такої міри, що важко знайти виправдання для його подальшого публікування».
Нещодавній економетричний аналіз, який використовував існування природних експериментів щодо рівня корупції та порівнював ІСК з іншими суб'єктивними показниками, виявив, що хоч ІСК й не досконалий, він вважається загалом узгодженим з одновимірними мірами корупції.
У Сполучених Штатах багато юристів радять міжнародним компаніям звірятися з ІСК при спробі оцінити ризик порушень Закону про корупцію за кордоном у різних країнах. Цю практику критикував Minnesota Journal of International Law, який писав, що оскільки ІСК може піддаватися сприйняттєвим упередженням, його не слід вважати мірою справжньої корупційної ризикованості країни.
Трансперенсі Інтернешнл також публікує Барометр світової корупції, який ранжує країни за рівнем корупції, використовуючи прямі опитування замість сприйняття експертів, що піддається критиці через суттєве упередження з боку впливової еліти.
Трансперенсі Інтернешнл застерігає, що країна з чистим ІСК все ж може бути пов'язана з корупцією на міжнародному рівні. Наприклад, хоча Швеція мала 3-тю з найкращих оцінок ІСК 2015 року, одна з її державних компаній, TeliaSonera, зіткнулася зі звинуваченнями у хабарництві в Узбекистані.

## Оцінки
Як заявила Трансперенсі Інтернешнл 2024 року, рівень корупції на глобальному рівні залишається стабільним. Лише 28 зі 180 країн, виміряних за індексом ІСК, покращили свій рівень корупції за останні дванадцять років, а 34 країни значно погіршили. Для 118 країн не було зафіксовано значних змін. Більше того, за даними Трансперенсі Інтернешнл, понад 80 відсотків населення живе в країнах, чий індекс ІСК нижчий за глобальний середній показник 43, і відтак корупція залишається проблемою, яка впливає на більшість людей у всьому світі.
Серед країн із найзначнішим падінням в ІСК є авторитарні держави, як-от Венесуела, а також усталені демократії, що тривалий час отримували високі оцінки, як-от Швеція (зниження на 7, поточна оцінка 82) та Велика Британія (зниження на 3, поточна оцінка 71). До інших країн, які зазнали різкого падіння, належать Шрі-Ланка, Монголія, Габон, Гватемала та Туреччина. Навпроти, найзначніші покращення в оцінці ІСК за останні дванадцять років було зафіксовано в Узбекистані, Танзанії, Україні, Кот-д'Івуарі, Домініканській Республіці та Кувейті.

### Оцінки за 2024 рік
Нижче наведено оцінки для кожної з країн в Індексі сприйняття корупції. Ці оцінки відображають прозорість країни (тобто протилежність корумпованості), тоді як довжина смужки показує рівень корупції.
Умовні позначення
| Оцінки      | Сприймаються як менш корумповані | Сприймаються як менш корумповані | Сприймаються як менш корумповані | Сприймаються як менш корумповані | Сприймаються як менш корумповані | Сприймаються як корумпованіші | Сприймаються як корумпованіші | Сприймаються як корумпованіші | Сприймаються як корумпованіші | Сприймаються як корумпованіші |
| ----------- | -------------------------------- | -------------------------------- | -------------------------------- | -------------------------------- | -------------------------------- | ----------------------------- | ----------------------------- | ----------------------------- | ----------------------------- | ----------------------------- |
| з 2012 року | 100–90                           | 89–80                            | 79–70                            | 69–60                            | 59–50                            | 49–40                         | 39–30                         | 29–20                         | 19–10                         | 9–0                           |

| №   | Країна або територія             | Оцінка | Зміна місця |
| --- | -------------------------------- | ------ | ----------- |
| 1   | Данія                            | 90     | ▬           |
| 2   | Фінляндія                        | 88     | ▬           |
| 3   | Сінгапур                         | 84     | ▲ 2         |
| 4   | Нова Зеландія                    | 83     | ▼ 1         |
| 5   | Люксембург                       | 81     | ▲ 5         |
| 5   | Норвегія                         | 81     | ▼ 1         |
| 5   | Швейцарія                        | 81     | ▲ 1         |
| 8   | Швеція                           | 80     | ▼ 2         |
| 9   | Нідерланди                       | 78     | ▼ 1         |
| 10  | Австралія                        | 77     | ▲ 4         |
| 10  | Ісландія                         | 77     | ▲ 9         |
| 10  | Ірландія                         | 77     | ▲ 1         |
| 13  | Естонія                          | 76     | ▬           |
| 13  | Уругвай                          | 76     | ▲ 5         |
| 15  | Канада                           | 75     | ▼ 3         |
| 15  | Німеччина                        | 75     | ▼ 6         |
| 17  | Гонконг                          | 74     | ▼ 2         |
| 18  | Бутан                            | 72     | ▲ 8         |
| 18  | Сейшельські Острови              | 72     | ▲ 4         |
| 20  | Японія                           | 71     | ▼ 3         |
| 20  | Велика Британія                  | 71     | ▲ 3         |
| 22  | Бельгія                          | 69     | ▼ 6         |
| 23  | Барбадос                         | 68     | ▲ 1         |
| 23  | ОАЕ                              | 68     | ▲ 4         |
| 25  | Австрія                          | 67     | ▼ 5         |
| 25  | Франція                          | 67     | ▼ 4         |
| 25  | Республіка Китай                 | 67     | ▲ 3         |
| 28  | Багамські Острови                | 65     | ▲ 2         |
| 28  | США                              | 65     | ▼ 3         |
| 30  | Ізраїль                          | 64     | ▲ 3         |
| 30  | Південна Корея                   | 64     | ▲ 2         |
| 32  | Чилі                             | 63     | ▼ 3         |
| 32  | Литва                            | 63     | ▲ 2         |
| 32  | Сент-Вінсент і Гренадини         | 63     | ▲ 4         |
| 35  | Кабо-Верде                       | 62     | ▼ 5         |
| 36  | Домініка                         | 60     | ▲ 6         |
| 36  | Словенія                         | 60     | ▲ 6         |
| 38  | Латвія                           | 59     | ▼ 2         |
| 38  | Катар                            | 59     | ▲ 2         |
| 38  | Сент-Люсія                       | 59     | ▲ 7         |
| 38  | Саудівська Аравія                | 59     | ▲ 15        |
| 42  | Коста-Рика                       | 58     | ▲ 3         |
| 43  | Ботсвана                         | 57     | ▼ 4         |
| 43  | Португалія                       | 57     | ▼ 9         |
| 43  | Руанда                           | 57     | ▲ 6         |
| 46  | Кіпр                             | 56     | ▲ 3         |
| 46  | Чехія                            | 56     | ▼ 5         |
| 46  | Гренада                          | 56     | ▲ 3         |
| 46  | Іспанія                          | 56     | ▼ 10        |
| 50  | Фіджі                            | 55     | ▲ 3         |
| 50  | Оман                             | 55     | ▲ 20        |
| 52  | Італія                           | 54     | ▼ 10        |
| 53  | Бахрейн                          | 53     | ▲ 23        |
| 53  | Грузія                           | 53     | ▼ 4         |
| 53  | Польща                           | 53     | ▼ 6         |
| 56  | Маврикій                         | 51     | ▼ 1         |
| 57  | Малайзія                         | 50     | ▬           |
| 57  | Вануату                          | 50     | ▼ 4         |
| 59  | Греція                           | 49     | ▬           |
| 59  | Йорданія                         | 49     | ▲ 4         |
| 59  | Намібія                          | 49     | ▬           |
| 59  | Словаччина                       | 49     | ▼ 12        |
| 63  | Вірменія                         | 47     | ▼ 1         |
| 63  | Хорватія                         | 47     | ▼ 6         |
| 65  | Кувейт                           | 46     | ▼ 2         |
| 65  | Мальта                           | 46     | ▼ 10        |
| 65  | Чорногорія                       | 46     | ▼ 2         |
| 65  | Румунія                          | 46     | ▼ 2         |
| 69  | Бенін                            | 45     | ▲ 1         |
| 69  | Кот-д'Івуар                      | 45     | ▲ 18        |
| 69  | Сан-Томе і Принсіпі              | 45     | ▼ 2         |
| 69  | Сенегал                          | 45     | ▲ 1         |
| 73  | Ямайка                           | 44     | ▼ 4         |
| 73  | Косово                           | 44     | ▲ 10        |
| 73  | Східний Тимор                    | 44     | ▼ 3         |
| 76  | Болгарія                         | 43     | ▼ 9         |
| 76  | КНР                              | 43     | ▬           |
| 76  | Молдова                          | 43     | ▬           |
| 76  | Соломонові Острови               | 43     | ▼ 6         |
| 80  | Албанія                          | 42     | ▲ 18        |
| 80  | Гана                             | 42     | ▲ 10        |
| 82  | Буркіна-Фасо                     | 41     | ▲ 1         |
| 82  | Куба                             | 41     | ▼ 6         |
| 82  | Угорщина                         | 41     | ▼ 6         |
| 82  | ПАР                              | 41     | ▲ 1         |
| 82  | Танзанія                         | 41     | ▲ 5         |
| 82  | Тринідад і Тобаго                | 41     | ▼ 6         |
| 88  | Казахстан                        | 40     | ▲ 5         |
| 88  | Північна Македонія               | 40     | ▼ 12        |
| 88  | Суринам                          | 40     | ▼ 1         |
| 88  | В'єтнам                          | 40     | ▼ 5         |
| 92  | Колумбія                         | 39     | ▼ 5         |
| 92  | Гаяна                            | 39     | ▼ 5         |
| 92  | Туніс                            | 39     | ▼ 5         |
| 92  | Замбія                           | 39     | ▲ 2         |
| 96  | Гамбія                           | 38     | ▲ 2         |
| 96  | Індія                            | 38     | ▼ 3         |
| 96  | Мальдіви                         | 38     | ▼ 3         |
| 99  | Аргентина                        | 37     | ▼ 1         |
| 99  | Ефіопія                          | 37     | ▼ 1         |
| 99  | Індонезія                        | 37     | ▲ 16        |
| 99  | Лесото                           | 37     | ▼ 6         |
| 99  | Марокко                          | 37     | ▼ 2         |
| 104 | Домініканська Республіка         | 36     | ▲ 4         |
| 105 | Сербія                           | 35     | ▼ 1         |
| 105 | Україна                          | 35     | ▼ 1         |
| 107 | Алжир                            | 34     | ▼ 3         |
| 107 | Бразилія                         | 34     | ▼ 3         |
| 107 | Малаві                           | 34     | ▲ 8         |
| 107 | Непал                            | 34     | ▲ 1         |
| 107 | Нігер                            | 34     | ▲ 17        |
| 107 | Таїланд                          | 34     | ▲ 1         |
| 107 | Туреччина                        | 34     | ▲ 8         |
| 114 | Білорусь                         | 33     | ▼ 16        |
| 114 | Боснія і Герцеговина             | 33     | ▼ 6         |
| 114 | Лаос                             | 33     | ▲ 22        |
| 114 | Монголія                         | 33     | ▲ 7         |
| 114 | Панама                           | 33     | ▼ 6         |
| 114 | Філіппіни                        | 33     | ▲ 1         |
| 114 | Сьєрра-Леоне                     | 33     | ▼ 6         |
| 121 | Ангола                           | 32     | ▬           |
| 121 | Еквадор                          | 32     | ▼ 6         |
| 121 | Кенія                            | 32     | ▲ 5         |
| 121 | Шрі-Ланка                        | 32     | ▼ 6         |
| 121 | Того                             | 32     | ▲ 5         |
| 121 | Узбекистан                       | 32     | ▬           |
| 127 | Джибуті                          | 31     | ▲ 3         |
| 127 | Папуа Нова Гвінея                | 31     | ▲ 6         |
| 127 | Перу                             | 31     | ▼ 6         |
| 130 | Єгипет                           | 30     | ▼ 22        |
| 130 | Сальвадор                        | 30     | ▼ 4         |
| 130 | Мавританія                       | 30     | ▬           |
| 133 | Болівія                          | 28     | ▬           |
| 133 | Гвінея                           | 28     | ▲ 8         |
| 135 | Есватіні                         | 27     | ▼ 5         |
| 135 | Габон                            | 27     | ▲ 1         |
| 135 | Ліберія                          | 27     | ▲ 10        |
| 135 | Малі                             | 27     | ▲ 1         |
| 135 | Пакистан                         | 27     | ▼ 2         |
| 140 | Камерун                          | 26     | ▬           |
| 140 | Ірак                             | 26     | ▲ 14        |
| 140 | Мадагаскар                       | 26     | ▲ 5         |
| 140 | Мексика                          | 26     | ▼ 14        |
| 140 | Нігерія                          | 26     | ▲ 5         |
| 140 | Уганда                           | 26     | ▲ 1         |
| 146 | Гватемала                        | 25     | ▲ 8         |
| 146 | Киргизстан                       | 25     | ▼ 5         |
| 146 | Мозамбік                         | 25     | ▼ 1         |
| 149 | Центральноафриканська Республіка | 24     | ▬           |
| 149 | Парагвай                         | 24     | ▼ 13        |
| 151 | Бангладеш                        | 23     | ▼ 2         |
| 151 | Республіка Конго                 | 23     | ▲ 7         |
| 151 | Іран                             | 23     | ▲ 2         |
| 154 | Азербайджан                      | 22     | ▬           |
| 154 | Гондурас                         | 22     | ▬           |
| 154 | Ліван                            | 22     | ▼ 4         |
| 154 | Росія                            | 22     | ▼ 13        |
| 158 | Камбоджа                         | 21     | ▬           |
| 158 | Чад                              | 21     | ▲ 4         |
| 158 | Коморські Острови                | 21     | ▲ 4         |
| 158 | Гвінея-Бісау                     | 21     | ▬           |
| 158 | Зімбабве                         | 21     | ▼ 9         |
| 163 | ДР Конго                         | 20     | ▼ 1         |
| 164 | Таджикистан                      | 19     | ▼ 2         |
| 165 | Афганістан                       | 17     | ▼ 3         |
| 165 | Бурунді                          | 17     | ▼ 3         |
| 165 | Туркменістан                     | 17     | ▲ 5         |
| 168 | Гаїті                            | 16     | ▲ 4         |
| 168 | М'янма                           | 16     | ▼ 6         |
| 170 | Північна Корея                   | 15     | ▲ 2         |
| 170 | Судан                            | 15     | ▼ 8         |
| 172 | Нікарагуа                        | 14     | ▬           |
| 173 | Екваторіальна Гвінея             | 13     | ▼ 1         |
| 173 | Еритрея                          | 13     | ▼ 12        |
| 173 | Лівія                            | 13     | ▼ 3         |
| 173 | Ємен                             | 13     | ▲ 3         |
| 177 | Сирія                            | 12     | ▬           |
| 178 | Венесуела                        | 10     | ▼ 1         |
| 179 | Сомалі                           | 9      | ▲ 1         |
| 180 | Південний Судан                  | 8      | ▼ 3         |

## За регіонами
У таблиці нижче наведено усереднену оцінку Індексу сприйняття корупції для кожного регіону з 2012 року.
| Регіон                              | Країн (2024) | 2024  | 2023  | 2022  | 2021  | 2020  | 2019  | 2018  | 2017  | 2016  | 2015  | 2014  | 2013  | 2012  |
| ----------------------------------- | ------------ | ----- | ----- | ----- | ----- | ----- | ----- | ----- | ----- | ----- | ----- | ----- | ----- | ----- |
| Західна Європа та Європейський Союз | 31           | 64.29 | 65.35 | 65.52 | 65.87 | 65.81 | 66.06 | 66.32 | 66.35 | 66.39 | 67.39 | 66.10 | 65.19 | 65.10 |
| Америка                             | 32           | 42.19 | 42.69 | 42.97 | 43.13 | 43.38 | 43.38 | 43.72 | 44.19 | 44.09 | 40.31 | 44.94 | 44.32 | 45.03 |
| Центральна Азія та Східна Європа    | 19           | 34.84 | 35.32 | 35.21 | 35.68 | 35.95 | 34.79 | 34.53 | 34.47 | 34.32 | 33.21 | 33.11 | 32.74 | 32.79 |
| Азійсько-Тихоокеанський регіон      | 31           | 44.48 | 44.52 | 45.13 | 45.10 | 45.29 | 44.87 | 44.39 | 44.39 | 43.87 | 42.56 | 42.70 | 43.04 | 42.64 |
| Африка на південь від Сахари        | 49           | 32.51 | 32.82 | 32.39 | 32.51 | 32.31 | 32.24 | 32.24 | 32.02 | 31.46 | 32.30 | 32.73 | 32.12 | 33.35 |
| Близький Схід і Північна Африка     | 18           | 39.00 | 38.00 | 37.50 | 38.72 | 39.11 | 39.00 | 38.56 | 37.89 | 37.50 | 40.06 | 39.67 | 38.44 | 40.00 |
| Світ                                | 180          | 42.66 | 42.97 | 42.98 | 43.27 | 43.34 | 43.17 | 43.12 | 43.07 | 42.95 | 42.60 | 43.16 | 42.55 | 43.15 |

## Транснаціональна корупція в державах з високими оцінками ІСК
Розвинені економіки Північної та Західної Європи, Північної Америки, Азії та Тихоокеанського регіону, як правило, займають верхні позиції в рейтингу протягом тривалого часу. Це означає, що ці країни сприймаються як такі, що мають низький рівень корупції в державному секторі. Ці країни також зазвичай мають добре працюючі судові системи, сильне правове поле та політичну стабільність — всі чинники, що сприяють сприйняттю чистого урядування. Проте, хоча ці країни з високими рейтингами мають сильні внутрішні інституції, їхня відданість боротьбі з корупцією виглядає слабкою, коли йдеться про вплив їхніх власних фінансових систем та регламентів на міжнародне середовище. ІСК не враховує транснаціональну корупцію, тому корупційні іноземні бізнес-практики компаній з цих країн не впливають на їхні оцінки ІСК. Приклад Нідерландів підкреслює цю проблему. Незважаючи на високу оцінку ІСК, Нідерланди мають поганий досвід переслідування компаній, які підкуповують іноземних посадовців для отримання контрактів, як це видно у випадку з хабарництвом у нафтовій справі в Нігерії.
Звіт «Експорт корупції 2022», який оцінює виконання заходів щодо запобігання підкупу за кордоном у 43 з 44 підписантів Конвенції ОЕСР про боротьбу з підкупом, а також у Китаї, Гонконзі, Індії та Сінгапурі, підсилює це занепокоєння. Було виявлено значне зниження виконання заходів щодо запобігання підкупу за кордоном, лише дві з 47 країн зараз знаходяться в категорії активного виконання. Інші ключові висновки полягали в тому, що жодна країна не захищена від підкупу її громадянами та пов'язаного з цим відмивання грошей. Більше того, за цим звітом, слабкі місця залишаються в правових рамках, системи виконання не адекватно розкрито інформацією більшості країн про виконання заходів, компенсація жертвам є рідкісною, а міжнародна співпраця, яка збільшується, все ще стикається зі значними перешкодами. Це закликає до комплекснішого підходу до боротьби з корупцією, що охоплює як внутрішні, так і міжнародні аспекти.